# Браун, Скотт (политик)
Скотт Филип Браун (англ. Scott Philip Brown; род. 12 сентября 1959) — американский политик и дипломат, посол Соединённых Штатов в Новой Зеландии и Самоа с 2017 года. Сенатор США от штата Массачусетс (2010–2013).
Окончил Университет Тафтса (1981) и Школу права Бостонского колледжа (1985).
Член Палаты представителей (1998–2004), член Сената (2004–2010) Массачусетса.